# Centistes gauldi
Centistes gauldi  (лат.) — вид паразитических наездников из семейства Braconidae. Центральная Америка: Коста-Рика.

## Описание
Длина самок от 2,4 до 2,5 мм. Основная окраска тела коричневая; голова желтовато-оранжевая, ноги жёлтые. Усики самок тонкие, нитевидные, состоят из 22 члеников. Длина переднего крыла самок от 2,4 до 2,5 мм. Первый брюшной тергит стебельчатый (петиоль короткий). Нижнегубные щупики состоят из 3 сегментов. Предположительно, как и другие виды рода паразитируют на жуках. Вид был впервые описан в 2017 году американскими энтомологами Helmuth Aguirre, Scott Richard Shaw (University of Wyoming, Department of Ecosystem Science and Management, Laramie, Вайоминг, США) и Luis Felipe Ventura De Almeida (Universidade Federal de São Carlos, Departamento de Ecologia e Biologia Evolutiva, São Carlos, Бразилия). Вид был назван в честь американо-британского гименоптеролога Яна Гоулда (Dr Ian Gauld; Department of Entomology, Museum of Natural History, Лондон, Великобритания, президента Американского института энтомологии, Гейнсвилл, штат Флорида, США), крупного специалиста по наездникам семейства Ichneumonidae, описавшего около 1400 новых видов и одного из пионеров исследования фауны перепончатокрылых насекомых Коста-Рики.